# Vaulx-Milieu
Vaulx-Milieu is een gemeente in het Franse departement Isère (regio Auvergne-Rhône-Alpes). De plaats maakt deel uit van het arrondissement La Tour-du-Pin. Vaulx-Milieu telde op 1 januari 2022 2.495 inwoners. 

## Geografie
De oppervlakte van Vaulx-Milieu bedroeg op 1 januari 2022 9,02 vierkante kilometer; de bevolkingsdichtheid was toen 276,6 inwoners per km²

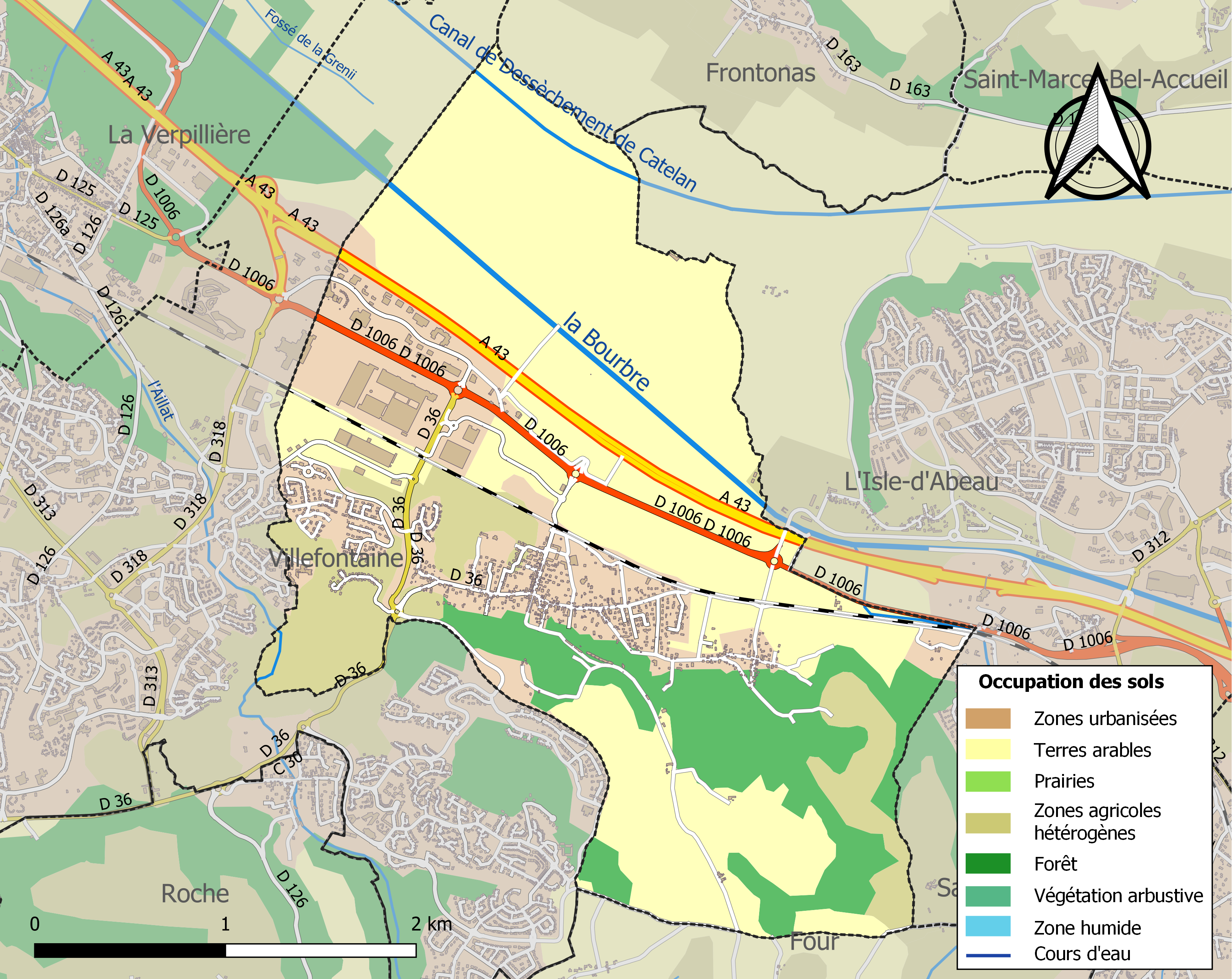
Kaart van de gemeente met de belangrijkste infrastructuur, bodemgebruik en omliggende gemeenten

## Demografie
Onderstaande figuur toont het verloop van het inwonertal (bron: INSEE-tellingen).

## Afbeeldingen

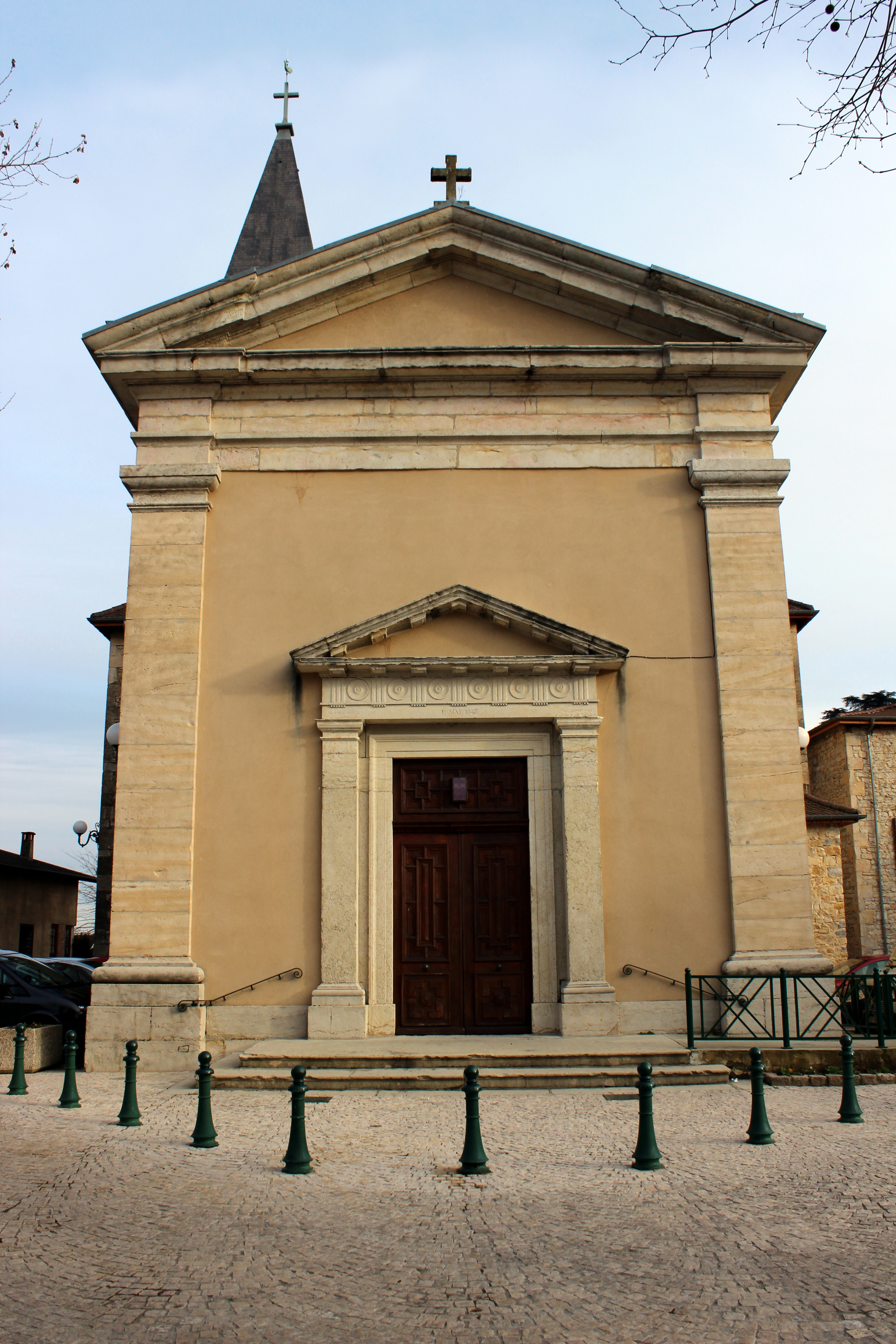
Kerk
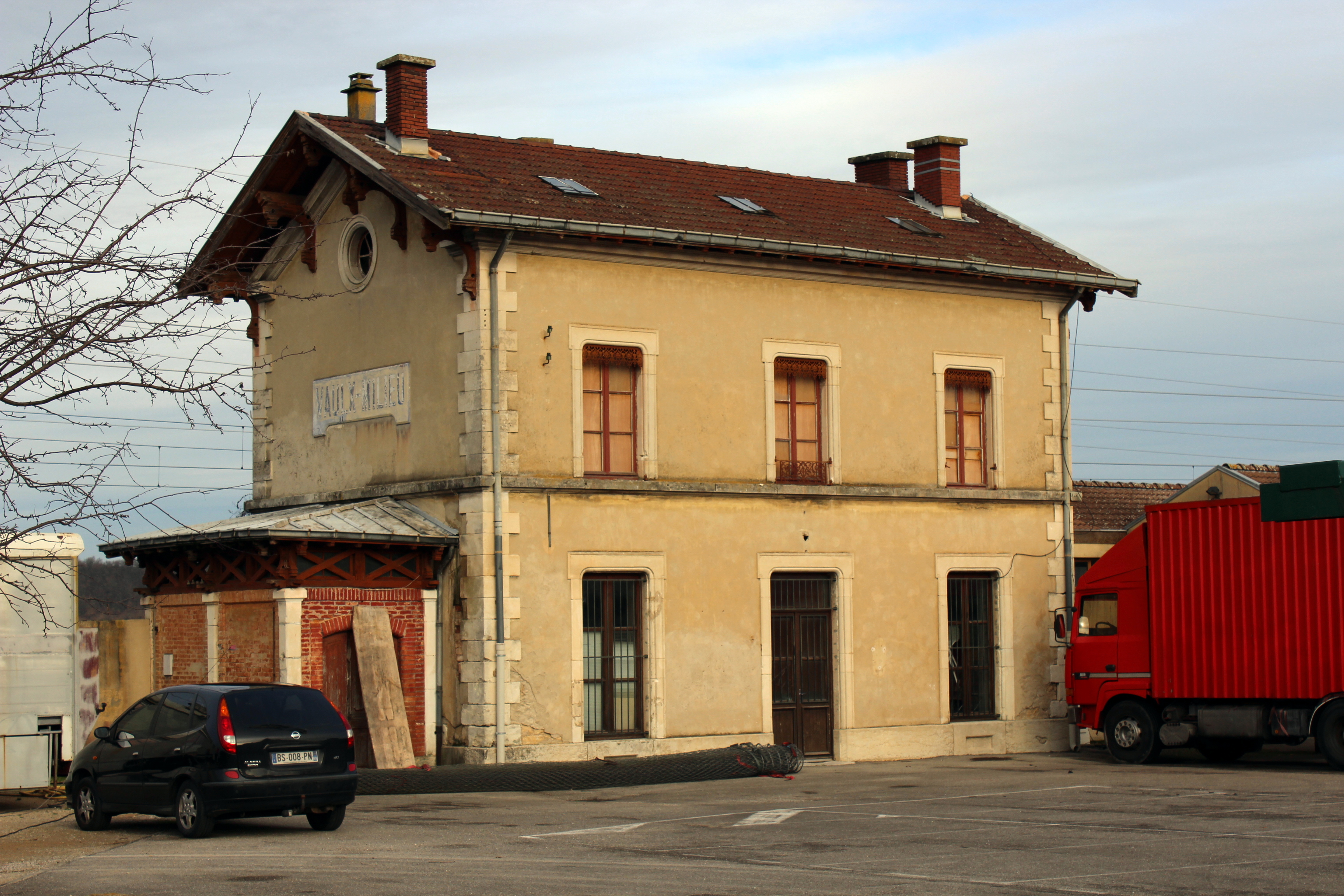
Voormalig station
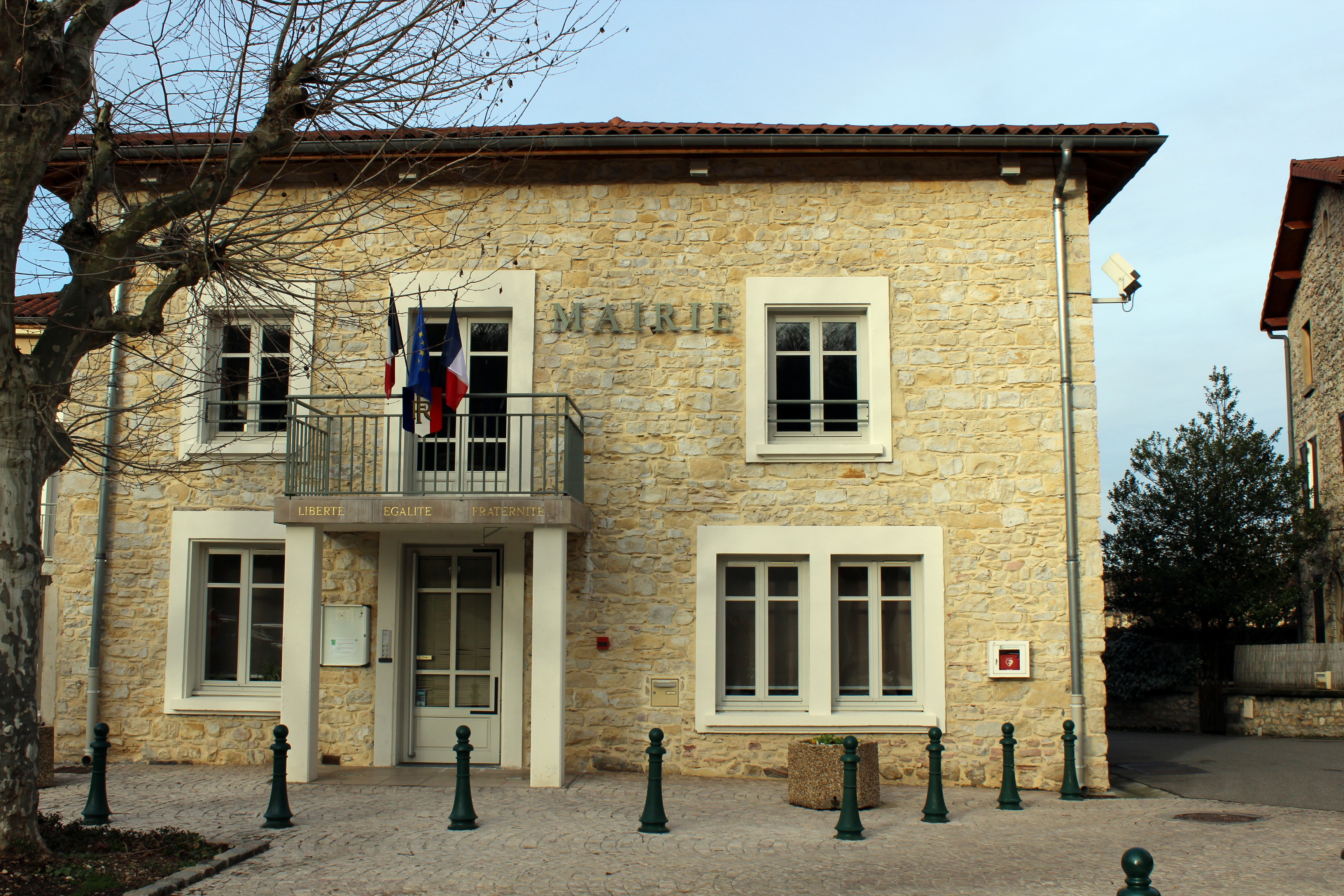
Gemeentehuis